# برگووینا
برگووینا (به صربی: Bregovina) یک منطقهٔ مسکونی در صربستان است که در پروکوپلیه واقع شده‌است. برگووینا ۷۰ نفر جمعیت دارد.